# Vasili Kozlov (político)
Vasili Ivanávich Kozlov (en bielorruso: Васіль Іванавіч Казлоў, Vasil Ivanavič Kazłoŭ; en ruso: Василий Иванович Козлов, romanizado: Vasili Ivanóvich Kozlov; 3 de marzo de 1903-2 de  diciembre de 1967) fue un militar y político soviético.

## Biografía

### Primeros años
Kozlov nació en una familia de campesinos en el pequeño pueblo de Zagorodnie. En 1919, comenzó a trabajar como mecánico en la cercana ciudad de Zhlobin. Fue reclutado para un servicio obligatorio de dos años en el Ejército Rojo en 1925 y se unió al Partido Comunista de Toda la Unión en 1927.Kozlov asistió a la Universidad de Minsk entre 1929 y 1933. Después de graduarse, se desempeñó como organizador de koljós del partido durante un año. Durante 1934, Kozlov fue nombrado director de la estación de máquinas y tractores Starobin, ubicada en Saligorsk. En 1937, fue designado Primer Secretario de la rama regional del Partido Comunista en Starobin. Un año después, se convirtió en Primer Secretario del Partido en Chervyen. En 1940, fue ascendido a vicepresidente del Consejo de Comisarios del Pueblo de la República Socialista Soviética de Bielorrusia. En abril de 1941, Kozlov recibió el cargo de Segundo Secretario en el Comité Regional del óblast de Minsk del Partido Comunista.

### Segunda Guerra Mundial
Minsk fue ocupada por los invasores alemanes el 26 de junio de 1941. Kozlov permaneció detrás de las líneas enemigas y en julio fue nombrado primer secretario del Comité Regional de Minsk. Se le encomendó la organización de actividades de resistencia y dirigió a los partisanos de Minsk hasta el final de la ocupación alemana. A mediados de 1942, estaba al mando de una fuerza que constaba de unos 50.000 miembros. En septiembre, viajó a Moscú para informar sobre la situación en Bielorrusia. Allí, recibió el título de Héroe de la Unión Soviética el 1 de septiembre de 1942. Como comandante de uno de los destacamentos partidistas más grandes de la república ocupada, se le otorgó el rango de General de División el 16 de septiembre de 1943 En julio de 1944, el Ejército Rojo liberó Minsk. Kozlov siguió siendo el presidente del comité regional del Partido Comunista del Óblast de Minsk, cargo que ocupó durante cuatro años más.

### Años de posguerra
El 12 de marzo de 1947, Kozlov fue elegido presidente del Sóviet Supremo de la República Socialista Soviética de Bielorrusia, que funcionó como tal hasta el 17 de marzo de 1948. Luego, se convirtió en el Jefe del Presídium del Sóviet Supremo de Bielorrusia. Continuó sirviendo en este puesto hasta su muerte. Además, fue candidato a miembro del Comité Central del Partido Comunista de la Unión Soviética durante sus convocatorias 20, 21 y 22, del 25 de febrero de 1956 al 29 de marzo de 1966. El 8 de abril de 1966, poco antes de su muerte, fue aceptado como miembro de pleno derecho. Kozlov está enterrado en el cementerio oriental de Minsk.

## Premios y conmemoraciones
- Héroe de la Unión Soviética
- Orden de Lenin, cinco veces (incluido 1942)
- Orden de la Bandera Roja (1953)
- Orden de la Bandera Roja del Trabajo
- Orden de la Guerra Patria, 1.ª clase, dos veces